# Namtokocoris
Namtokocoris is een geslacht van wantsen uit de familie van de Naucoridae (Zwemwantsen). Het geslacht werd voor het eerst wetenschappelijk beschreven door Sites in 2007.

## Soorten
Het genus bevat de volgende soorten:

- Namtokocoris akekawati Sites in Sites & Vitheepradit, 2007
- Namtokocoris dalanta Sites in Sites & Vitheepradit, 2007
- Namtokocoris kem Sites in Sites & Vitheepradit, 2007
- Namtokocoris khlonglan Sites in Sites & Vitheepradit, 2007
- Namtokocoris minor Sites in Sites & Vitheepradit, 2007
- Namtokocoris siamensis Sites in Sites & Vitheepradit, 2007
- Namtokocoris sitesi Vitheepradit, 2017